# Pontacq
Pour les articles homonymes, voir Pontacq (homonymie).
Pontacq (en occitan de Gascogne Pontac ou Pountac) est une commune française située dans le département des Pyrénées-Atlantiques, en région Nouvelle-Aquitaine.
Le gentilé est Pontacquais.

## Géographie

### Localisation
La commune de Pontacq se trouve dans le département des Pyrénées-Atlantiques, en région Nouvelle-Aquitaine.
Elle se situe à 28 km par la route de Pau, préfecture du département.
La commune est par ailleurs ville-centre du bassin de vie de Pontacq.
Les communes les plus proches sont : 
Lamarque-Pontacq (0,9 km), Labatmale (3,1 km), Barzun (3,4 km), Saint-Vincent (3,8 km), Barlest (4,3 km), Livron (5,0 km), Loubajac (6,4 km), Hours (6,5 km).
Sur le plan historique et culturel, Pontacq fait partie de la province du Béarn, qui fut également un État et qui présente une unité historique et culturelle à laquelle s’oppose une diversité frappante de paysages au relief tourmenté.

### Communes limitrophes
Les communes limitrophes sont  Barzun, Bénéjacq, Ger, Labatmale, Lamarque-Pontacq, Livron, Luquet, Ossun et Saint-Vincent.
| Livron, Barzun      | Luquet (Hautes-Pyrénées)           | Ger                     |
| Bénéjacq, Labatmale | Pontacq                            | Ossun (Hautes-Pyrénées) |
| Saint-Vincent       | Lamarque-Pontacq (Hautes-Pyrénées) |                         |

### Hydrographie

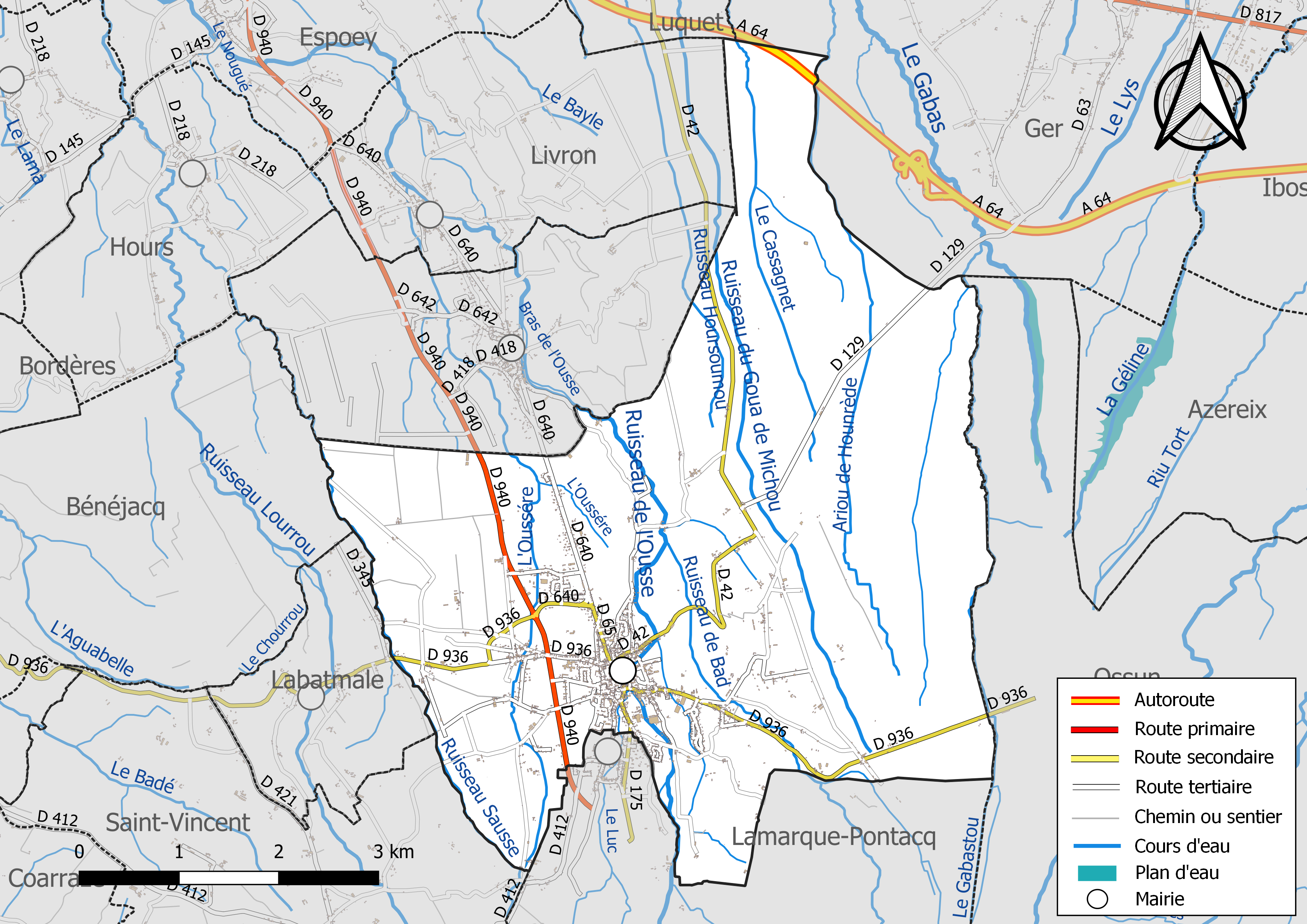
Réseaux hydrographique et routier de Pontacq.

La commune est drainée par le ruisseau de l'Ousse, le ruisseau du Goua de Michou, l’Ariou de Hounrède, le Cassagnet, le Gabastou, L'Oussére, le ruisseau de Bad, le ruisseau Hoursoumou, le ruisseau Sausse, un bras de l'Ousse, le Luc, l'Oussére, le ruisseau de Couet-Daban, et par divers petits cours d'eau, constituant un réseau hydrographique de 46 km de longueur totale,.
L’Ousse, d'une longueur totale de 42,4 km, prend sa source dans la commune de Bartrès et s'écoule du sud-est vers le nord-ouest. Il traverse la commune et se jette dans le gave de Pau à Gelos, après avoir traversé 19 communes.
Le Goua de Michou, d'une longueur totale de 11,4 km, prend sa source dans la commune et s'écoule du sud vers le nord. Il traverse la commune et se jette dans le Gabas à Luquet, après avoir traversé 4 communes.

### Climat
Pour des articles plus généraux, voir Climat de la Nouvelle-Aquitaine et Climat des Pyrénées-Atlantiques.
Historiquement, la commune est exposée à un climat de montagne.  
En 2020, Météo-France publie une typologie des climats de la France métropolitaine dans laquelle la commune est toujours exposée à un climat de montagne et est dans la région climatique Pyrénées atlantiques, caractérisée par une pluviométrie élevée (>1 200 mm/an) en toutes saisons, des hivers très doux (7,5 °C en plaine) et des vents faibles.
Pour la période 1971-2000, la température annuelle moyenne est de 12,5 °C, avec une amplitude thermique annuelle de 14,1 °C. Le cumul annuel moyen de précipitations est de 1 189 mm, avec 10,8 jours de précipitations en janvier et 8,4 jours en juillet. Pour la période 1991-2020, la température moyenne annuelle observée sur la station météorologique la plus proche, située sur la commune d'Ossun à 7,09 km à vol d'oiseau, est de 0,0 °C et le cumul annuel moyen de précipitations est de 0,0 mm,. Pour l'avenir, les paramètres climatiques de la commune estimés pour 2050 selon différents scénarios d’émission de gaz à effet de serre sont consultables sur un site dédié publié par Météo-France en novembre 2022.

### Milieux naturels et biodiversité
L’inventaire des zones naturelles d'intérêt écologique, faunistique et floristique (ZNIEFF) a pour objectif de réaliser une couverture des zones les plus intéressantes sur le plan écologique, essentiellement dans la perspective d’améliorer la connaissance du patrimoine naturel national et de fournir aux différents décideurs un outil d’aide à la prise en compte de l’environnement dans l’aménagement du territoire.
Deux ZNIEFF de type 1 sont recensées sur la commune, : 
les « landes humides du plateau de Ger » (804,65 ha), couvrant 5 communes dont 2 dans les Pyrénées-Atlantiques et 3 dans les Hautes-Pyrénées et 
les « tourbières de Couet-Daban et de Gabastou » (46,74 ha), couvrant 3 communes dont 1 dans les Pyrénées-Atlantiques et 2 dans les Hautes-Pyrénées
et une ZNIEFF de type 2,, : 
le « plateau de Ger et coteaux de l'Ouest tarbais » (6 409,37 ha), couvrant 26 communes dont 6 dans les Pyrénées-Atlantiques et 20 dans les Hautes-Pyrénées.

## Urbanisme

### Typologie
Au 1er janvier 2024, Pontacq est catégorisée bourg rural, selon la nouvelle grille communale de densité à sept niveaux définie par l'Insee en 2022.
Elle appartient à l'unité urbaine de Pontacq, une agglomération inter-régionale regroupant cinq  communes, dont elle est ville-centre,,. Par ailleurs la commune fait partie de l'aire d'attraction de Pau, dont elle est une commune de la couronne,. Cette aire, qui regroupe 227 communes, est catégorisée dans les aires de 200 000 à moins de 700 000 habitants,.

### Occupation des sols

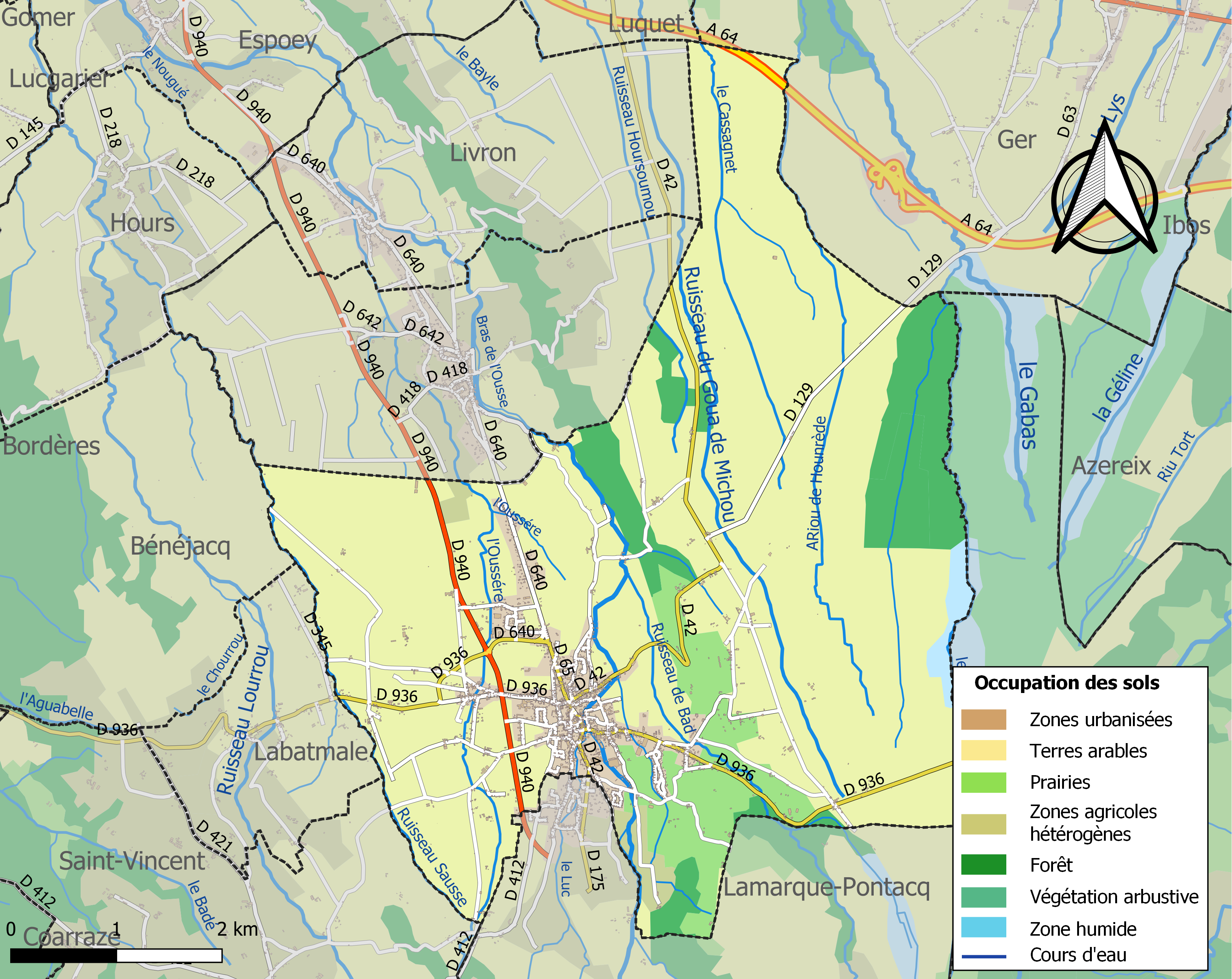
Carte des infrastructures et de l'occupation des sols de la commune en 2018 (CLC).

L'occupation des sols de la commune, telle qu'elle ressort de la base de données européenne d’occupation biophysique des sols Corine Land Cover (CLC), est marquée par l'importance des territoires agricoles (83,4 % en 2018), en diminution par rapport à 1990 (84,7 %). La répartition détaillée en 2018 est la suivante : 
terres arables (75,3 %), forêts (9,5 %), prairies (6,9 %), zones urbanisées (6,2 %), zones agricoles hétérogènes (1,3 %), zones humides intérieures (0,9 %). L'évolution de l’occupation des sols de la commune et de ses infrastructures peut être observée sur les différentes représentations cartographiques du territoire : la carte de Cassini (XVIIIe siècle), la carte d'état-major (1820-1866) et les cartes ou photos aériennes de l'IGN pour la période actuelle (1950 à aujourd'hui).

### Lieux-dits et hameaux
- L'Abbadie ;
- Angarons ;
- Barbé ;
- Belle Vue ;
- Cardache ;
- Cazenave ;
- Honzet ;
- Lande Darré ;
- Marra cou ;
- Montestrucq ;
- Mouralot ;
- Sarrail du Midi ;
- Sarrail du Nord ;
- Trabessat ;
- la Ville.

### Voies de communication et transports
La commune est desservie par l'autoroute A64 et les routes départementales D 42, D 129, D 936 et D 940.

### Risques majeurs
Le territoire de la commune de Pontacq est vulnérable à différents aléas naturels : météorologiques (tempête, orage, neige, grand froid, canicule ou sécheresse), inondations et séisme (sismicité moyenne). Il est également exposé à un risque technologique,  le transport de matières dangereuses. Un site publié par le BRGM permet d'évaluer simplement et rapidement les risques d'un bien localisé soit par son adresse soit par le numéro de sa parcelle.

#### Risques naturels
Certaines parties du territoire communal sont susceptibles d’être affectées par le risque d’inondation par une crue torrentielle ou à montée rapide de cours d'eau, notamment le ruisseau du Goua de Michou et le ruisseau de l'Ousse. La commune a été reconnue en état de catastrophe naturelle au titre des dommages causés par les inondations et coulées de boue survenues en 1982, 1992, 2009, 2013, 2014 et 2021,.

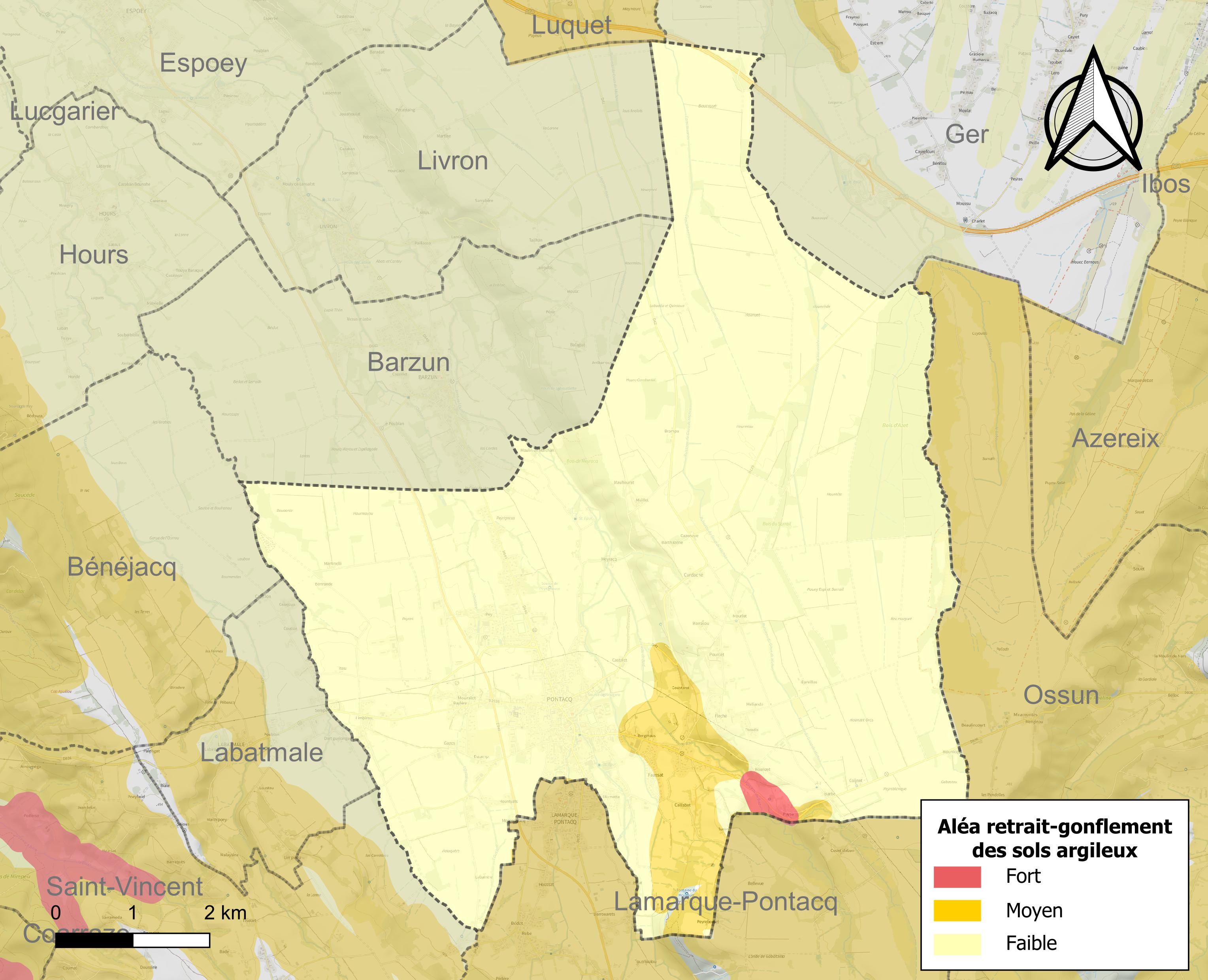
Carte des zones d'aléa retrait-gonflement des sols argileux de Pontacq.

Le retrait-gonflement des sols argileux est susceptible d'engendrer des dommages importants aux bâtiments en cas d’alternance de périodes de sécheresse et de pluie. 6,7 % de la superficie communale est en aléa moyen ou fort (59 % au niveau départemental et 48,5 % au niveau national). Depuis le 1er octobre 2020, en application de la loi ELAN, différentes contraintes s'imposent aux vendeurs, maîtres d'ouvrages ou constructeurs de biens situés dans une zone classée en aléa moyen ou fort,.

## Toponymie
Le toponyme Pontacq apparaît sous les formes Pontacum (970, cartulaire de l'abbaye de Larreule), Lo cami Pontagues (1429, censier de Bigorre) et Sant-Laurens de Pontacq(1507, notaires de Pontacq).
Son nom béarnais est Pontac ou Pountac.
Abbadie, fief de Pontacq, est mentionné sous la forme la maison de l'Abbadie de l'Archiprestre (1675, réformation de Béarn).
Angarons, hameau de Pontacq, est cité en 1863 dans le dictionnaire topographique Béarn-Pays basque.
Le toponyme Barbé' apparaît sous la forme Lo Barber (1385, censier de Béarn).
Pontacq signifie « domaine de Pontus », d'un nom romain Pontus avec le suffixe gallo-romain -acum,.

## Histoire
Paul Raymond note que la commune comptait une abbaye laïque, vassale de la vicomté de Béarn.
En 1385, Pontacq comptait vingt-six feux à l'intérieur de la ville, et quatre-vingt-deux hors les murs. Elle dépendait du bailliage de Montaner. La notairie de Pontacq n'englobait que la ville elle-même.
Le fief d'Abbadie était vassal de la vicomté de Béarn.
Sous l'influence de Jeanne d'Albret, reine de Navarre, convertie au protestantisme en 1560, la région bascule dans la religion réformée prônée par Calvin. Pendant les guerres de religion, Pontacq est prise par les troupes catholiques du roi de France Charles IX les 2 et 3 avril 1569. Les maisons des protestants sont pillées. Le lieutenant général huguenot, Gabriel de Lorges, comte de Montgomery, en route depuis Castres pour libérer Jeanne d'Albret, assiégée à Navarrenx,  dévaste et pille la Bigorre sur son trajet, brûlant les églises. Il arrive à Pontacq le 6 août 1569, et laisse de nombreux dégâts.
Le secteur Nay-Pontacq est un bastion du protestantisme en Béarn jusqu'à la révocation de l'édit de Nantes par l'édit de Fontainebleau en 1685. La lutte contre les protestants prend de multiples formes, notamment les dragonnades. Philippe Chareyre: "La dragonnade du Béarn débute par Pontacq le 17 mai 1685 avec quatre compagnies d’infanterie, en présence de l’évêque de Tarbes qui protesta néanmoins contre les méthodes employées".

### Archiprêtré de Pontacq
Il dépendait du diocèse de Tarbes et comprenait, pour ce qui concerne les Basses-Pyrénées, les communes de Hours, Montaut, Pontacq et Saint-Hilaire (hameau de Montaut), et pour les Hautes-Pyrénées, celles de Gardères, Lamarque et Luquet.

### Canton de Pontacq
En 1790, le canton comprenait les communes de Barzun, Espoey, Ger, Gomer, Hours, Labatmale, Livron, Lucgarier, Pontacq et Soumoulou.

## Héraldique
| Blason | Blasonnement : De gueules, à une oye s'essorant d'argent, au chef cousu d'azur chargé du mot PONTACQ en caractère d'or. |

## Politique et administration

### Liste des maires
| Période      | Période      | Identité                  | Étiquette | Qualité                                                                                     |
| ------------ | ------------ | ------------------------- | --------- | ------------------------------------------------------------------------------------------- |
| 1790         | 1807         | Jean de Bataille          |           |                                                                                             |
| 1807         | 1832         | Jean-Philippe de Bataille |           |                                                                                             |
| 1832         | 1836         | Beauvais Poque            |           |                                                                                             |
| 1836         | 1848         | Jean Peyrus               |           |                                                                                             |
| 1848         | 1855         | Vincent de Bataille-Furé  |           |                                                                                             |
| 1855         | 1871         | Jean Clouchet             |           |                                                                                             |
| 1871         | 1872 (décès) | Pierre-Louis Peyrus       |           | Conseiller général du canton de Pontacq (1871 → 1872)                                       |
| 1872         | 1874         | Maximilien Naudé          | Droite    | Conseiller général du canton de Pontacq (1873 → 1888)                                       |
| 1874         | 1876         | Aîné Méliande             |           |                                                                                             |
| 1876         | 1878         | Maximilien Naudé          | Droite    | Conseiller général du canton de Pontacq (1873 → 1888)                                       |
| 1878         | 1881         | Pierre François Leugé     |           |                                                                                             |
| 1881         | 1882         | Édouard Canet             |           |                                                                                             |
| 1882         | 1887         | Jean-Marie Peyrus         |           |                                                                                             |
| 1887         | 1900         | Antoine Leugé             |           |                                                                                             |
| 1900         | 1913         | Armand Carassou           |           |                                                                                             |
| 1913         | 1919         | Jean Carliste Labrit      |           |                                                                                             |
| 1919         | 1935         | Armand Carassou           |           |                                                                                             |
| 1935         | 1944         | Henri de Bataille-Furé    | URD       | Conseiller général du canton de Pontacq(1937 → 1940) Nommé conseiller départemental en 1943 |
| 1944         | octobre 1947 | Jean Bignalet             | Rad.      | Conseiller général du canton de Pontacq(1945 → 1951)                                        |
| octobre 1947 | mars 1965    | Pierre Conte              | MRP       | Conseiller général du canton de Pontacq (1951 → 1958)                                       |
| mars 1965    | juin 1995    | Jean Estrade              |           |                                                                                             |
| juin 1995    | mars 2008    | Maurice Meireles          | DVD       | Cadre technico-commercial                                                                   |
| mars 2008    | En cours     | Didier Larrazabal         | DVD       | Chef d'entreprise                                                                           |

### Intercommunalité
Pontacq fait partie de quatre structures intercommunales :
- la communauté de communes du Nord-Est Béarn ;
- le syndicat d'aménagement hydraulique du bassin de l'Ousse ;
- le syndicat d'énergie des Pyrénées-Atlantiques ;
- le syndicat mixte d'eau et d'assainissement de la vallée de l'Ousse.

## Population et société

### Démographie

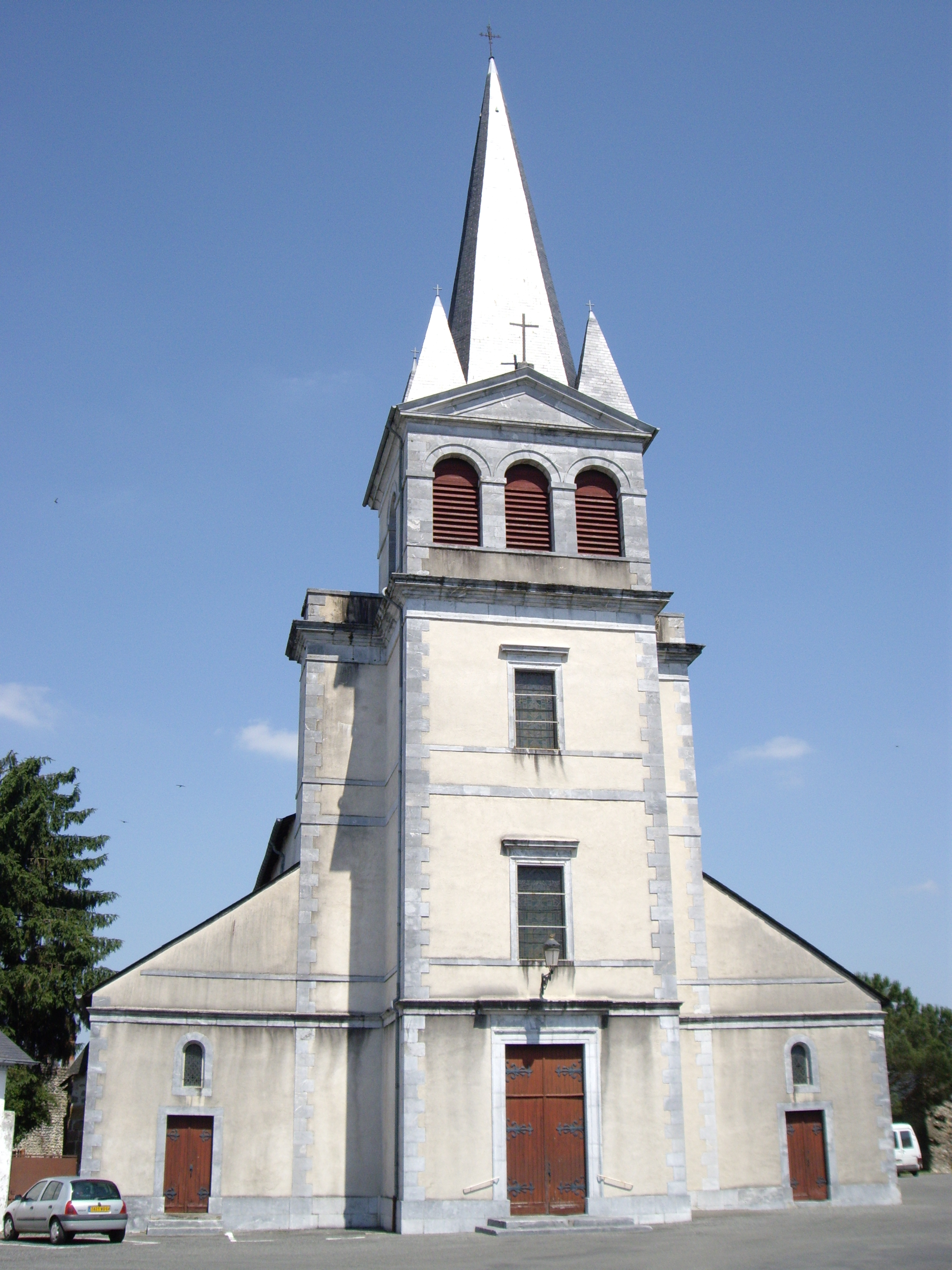
Église Saint-Laurent.

L'évolution du nombre d'habitants est connue à travers les recensements de la population effectués dans la commune depuis 1793. Pour les communes de moins de 10 000 habitants, une enquête de recensement portant sur toute la population est réalisée tous les cinq ans, les populations de référence des années intermédiaires étant quant à elles estimées par interpolation ou extrapolation. Pour la commune, le premier recensement exhaustif entrant dans le cadre du nouveau dispositif a été réalisé en 2005.

En 2022, la commune comptait 2 916 habitants, en évolution de −0,55 % par rapport à 2016 (Pyrénées-Atlantiques : +3,78 %, France hors Mayotte : +2,11 %).
| 1793  | 1800  | 1806  | 1821  | 1831  | 1836  | 1841  | 1846  | 1851  |
| ----- | ----- | ----- | ----- | ----- | ----- | ----- | ----- | ----- |
| 2 296 | 2 398 | 2 544 | 2 769 | 3 109 | 3 202 | 3 123 | 3 296 | 3 212 |

| 1856  | 1861  | 1866  | 1872  | 1876  | 1881  | 1886  | 1891  | 1896  |
| ----- | ----- | ----- | ----- | ----- | ----- | ----- | ----- | ----- |
| 2 939 | 3 015 | 3 018 | 2 856 | 2 754 | 2 621 | 2 641 | 2 610 | 2 743 |

| 1901  | 1906  | 1911  | 1921  | 1926  | 1931  | 1936  | 1946  | 1954  |
| ----- | ----- | ----- | ----- | ----- | ----- | ----- | ----- | ----- |
| 2 815 | 2 731 | 2 709 | 2 562 | 2 589 | 2 517 | 2 397 | 2 279 | 2 420 |

| 1962  | 1968  | 1975  | 1982  | 1990  | 1999  | 2005  | 2006  | 2010  |
| ----- | ----- | ----- | ----- | ----- | ----- | ----- | ----- | ----- |
| 2 453 | 2 402 | 2 328 | 2 534 | 2 683 | 2 611 | 2 743 | 2 784 | 2 822 |

| 2015  | 2020  | 2022  | - | - | - | - | - | - |
| ----- | ----- | ----- | - | - | - | - | - | - |
| 2 917 | 2 921 | 2 916 | - | - | - | - | - | - |

## Économie
La commune fait partiellement partie de la zone d'appellation de l'ossau-iraty.

## Culture locale et patrimoine

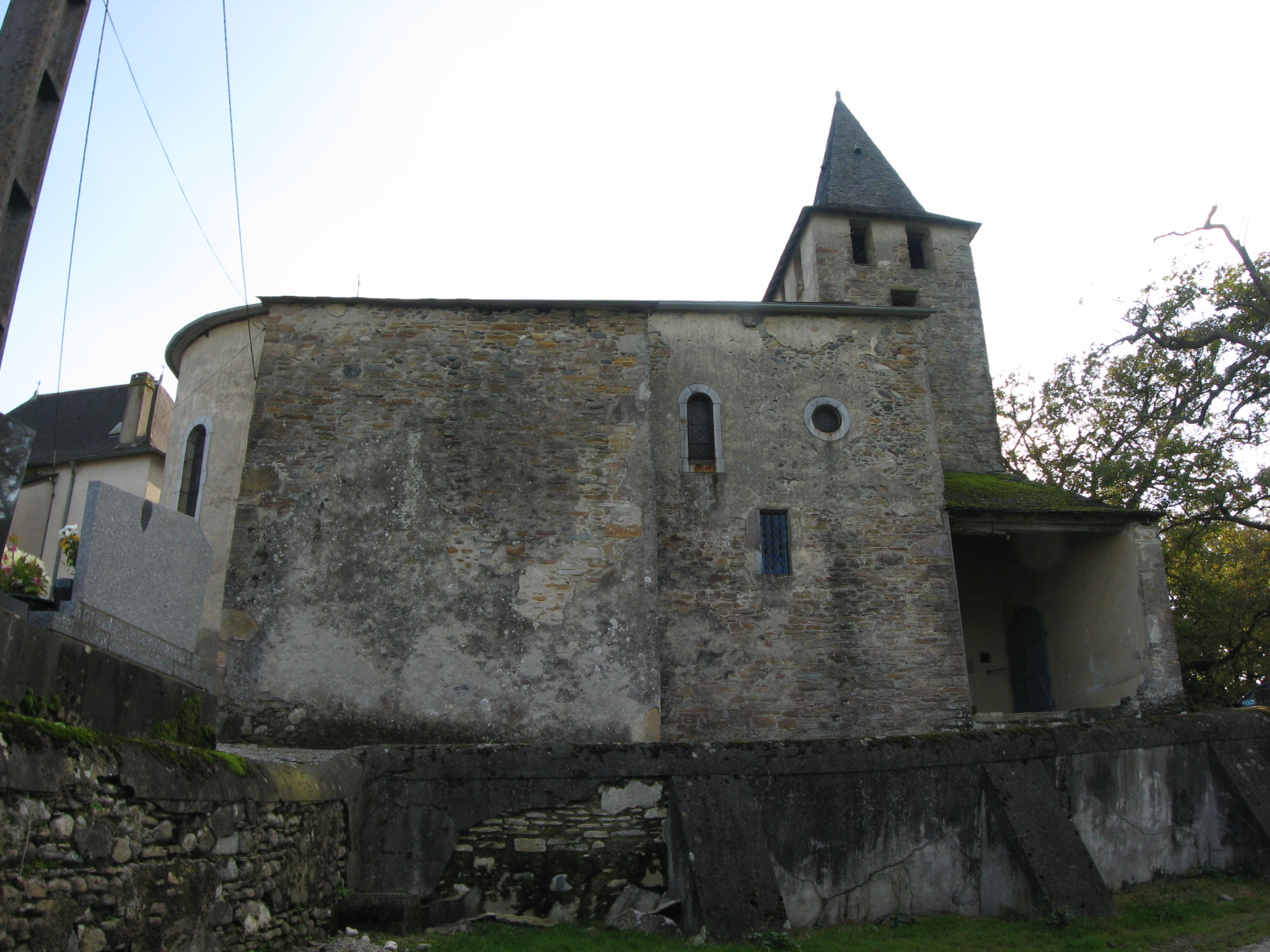
L'église, vue latérale.

### Pontacq Radio
Pontacq Radio est une webradio qui a été créée fin 2011 sur l’initiative de Julien TOTH, l’actuel président et directeur d’antenne.
Pontacq Radio est avant tout un média généraliste de proximité au format musical adulte offrant un mélange très varié de morceaux pop-rock et de nouveautés.
Après l’enthousiasme et l’approximation des débuts, l’aventure s’est peaufinée avec les équipes de la station jusqu’à une récente restructuration et professionnalisation basées sur un projet de communication précis qui ont mené Pontacq Radio à ce qu’elle est aujourd’hui.
Animée par une équipe d'amateurs et de professionnels, Pontacq Radio couvre un secteur géographique local, principalement situé sur le territoire du Nord-Est Béarn et du Pays de Nay.
Reflet de la vie locale au sens large, Pontacq Radio a conquis une audience fidèle et en constante progression jusqu’à devenir un média incontournable pour tous les secteurs d’activité locaux.

### Patrimoine civil
La vieille tour de Pontacq et les vestiges de remparts attenants (XIVe - XVIe siècles), sont inscrits à l'inventaire des monuments historiques (20 juillet 1945).
Le monument aux morts fut réalisé par le sculpteur Ernest Gabard.
Le manoir, dit domaine de Meyracq, date partiellement du XVIe siècle.

### Patrimoine religieux et culturel

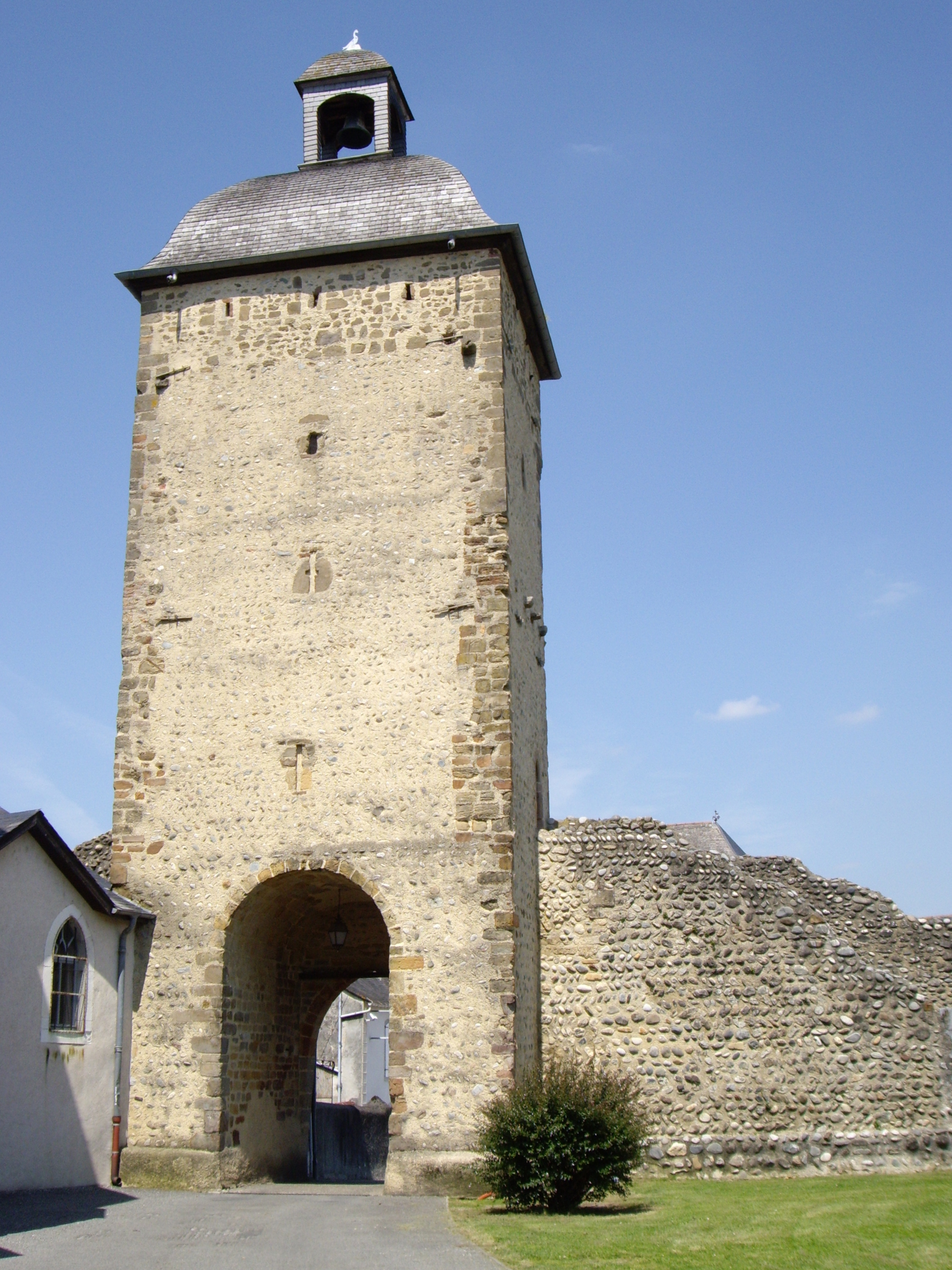
Vieille tour.

L’église Saint-Laurent recèle l'un des derniers tableaux des ateliers de Jacques-Paul Migne et daté de 1858[réf. souhaitée].

## Équipements

### Enseignement
Il y a deux collèges à Pontacq, le collège privé Saint-Joseph et un collège public, le collège Jean-Bouzet. Pour ce dernier, le syndicat intercommunal pour le fonctionnement du collège de Pontacq est compétent pour les activités post- et périscolaires, la restauration scolaire et les investissements d'équipements publics. Il regroupe dix communes du canton de Pontacq et deux communes des Hautes-Pyrénées, Lamarque-Pontacq et Ossun.
Pontacq dispose de deux écoles primaires, l'une publique et l'autre privée (école Sainte-Jeanne-Élisabeth). 
École agricole de la Frede Duce, ou l’art du fauchage, ramassage, etc.

### Sports et infrastructures sportives[58]
- badminton ;
- club athlétique ;
- cyclisme : le cyclo-club[59] pontacquais a été créé en 2005 ;
- football : Pontacq possède une école de football, l'entente Pontacq-Luquet ;
- rugby : Pontacq possède une école de rugby[60] Pontacquais Basket-ball.

## Personnalités liées à la commune

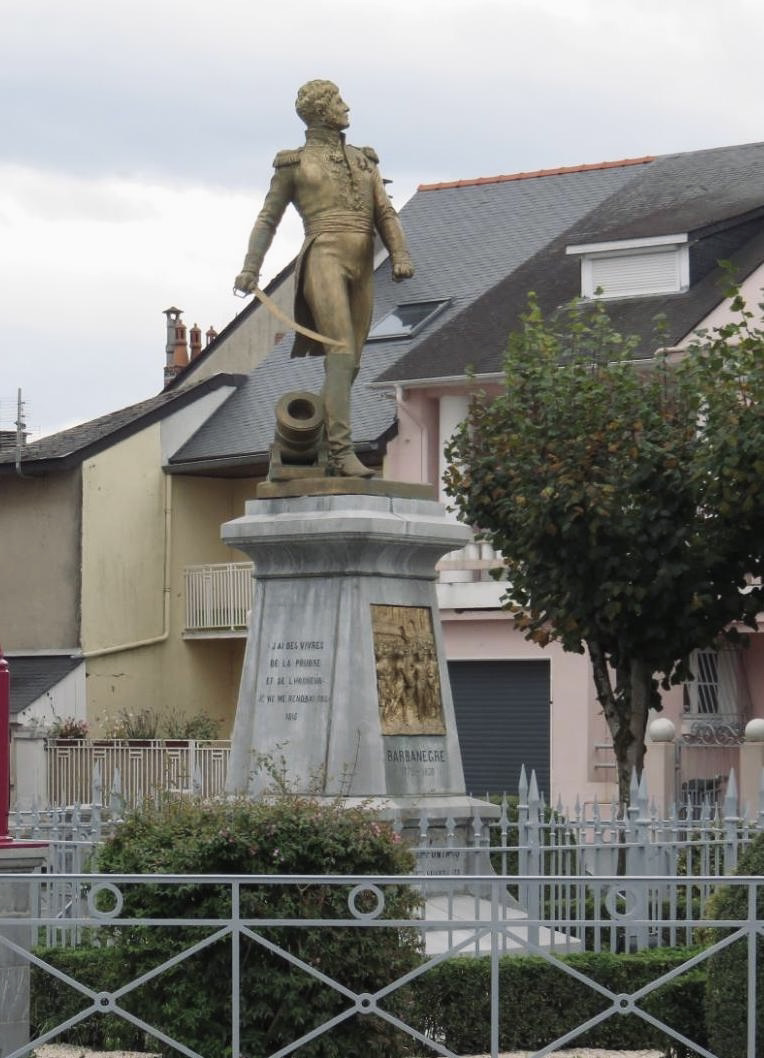
Statue du général Joseph Barbanègre devant l'hôtel de ville de Pontacq.

- Jean Baptiste Barbanègre, né le 14 mars 1775 à Pontacq (Basses-Pyrénées), mort le 14 octobre 1806 à la bataille d'Iéna, est un colonel français de la Révolution française et de l’Empire. Il est le frère du général de brigade Joseph Barbanègre (1772-1830). Son nom est inscrit sur l'Arc de Triomphe à Paris ;
- Joseph Barbanègre, né en 1772 à Pontacq et mort en 1830 à Paris, est un militaire français, général de brigade et baron de l'Empire, commandeur de la Légion d'honneur. Sa statue se trouve devant la mairie du village ;
- Jean Bergeret, né en 1751 à Pontacq et mort en 1831 à Pau, est un  médecin et un botaniste français ;
- Jean Bouzet, né en 1892 à Pontacq et décédé en 1954, est un spécialiste de la langue espagnole qu'il enseigna dans divers lycées parisiens et à La Sorbonne. Il reste de lui, qui eut Georges Pompidou et François Mitterrand comme élèves, une grammaire espagnole qui a accompagné des générations d'élèves et d'étudiants du baccalauréat à l'agrégation.
- Serge Castiglioni, né en 1935 à Pontacq, joueur de rugby à XV ;
- Guillaume Dauture, né en 1770 à Pontacq et mort en 1820 à Pau, est un militaire français, général de brigade et baron d'Empire, chevalier de la Légion d'honneur, chevalier de l'ordre royal militaire Saint-Louis, décoré de l'épée de Suède ;
- Jean Estrade, né en 1921 à Pontacq, joueur de rugby à XV champion de France à quatre reprises et maire de la commune de 1965 à 1995 ;
- Jean-Pierre Garuet-Lempirou, né en 1953 à Lourdes, grandit à Pontacq ; il est un joueur de rugby à XV,  pilier droit emblématique du FC Lourdes et de l'équipe de France,
- Claude Lacaze, né en 1940 à Pontacq, est un joueur de rugby à XV et de rugby à XIII français ;
- Pierre Lacaze, né en 1934 à Pontacq et mort en 1995, est un joueur  français international de rugby à XIII et de rugby à XV ;
- Jean La Placette (1639-1718), pasteur et théologien protestant, né à Pontacq.
- Jacques Lavigne, né en 1770 à Pontacq et mort à Sabugal (Portugal) en 1811, est un militaire français, colonel et baron de l'Empire. Fils de Marie Madeleine Barbanègre, il est le cousin des frères Joseph et Jean Barbanègre ;
- François Magendie, né en 1783 à Bordeaux et mort en 1855 à Paris, est un médecin et un physiologiste français. Sa famille, originaire de Pontacq est assez anciennement connue. Il est considéré comme un des pionniers de la physiologie expérimentale moderne ;
- Henri Marracq, né en 1937 à Pontacq et mort en 2003, est un joueur français de rugby à XV et de rugby à XIII, qui a joué avec l'équipe de France et la Section paloise ;
- Xavier Navarrot, né à Oloron en 1799 et mort en 1862, petit-fils de Marie Barbanègre de Pontacq, est un écrivain béarnais de langue occitane et auteur de chansons.
- Pierre Peiret, né vers 1644 à Pontacq et mort en 1707 à Manhattan (New York), est un pasteur protestant, ministre d'Osse-en-Aspe de 1677 à 1685. Il est membre de la famille Peiret (ou Peyret), ancienne famille noble de Pontacq apparentée à la famille Barbanègre. Il s'enfuit de France avec sa famille en 1685 à la suite de la révocation de l'Édit de Nantes par celui de Fontainebleau. Il se réfugie à New York où il fonde l'Eglise protestante française du Saint-Esprit. Il a de nombreux descendants aux Etats-Unis. Sa tombe est encore aujourd'hui visible dans le cimetière de Trinity Church.
- Henri Baptiste Rey, homme politique né le 5 avril 1845 à Pontacq (Pyrénées-Atlantiques) et décédé le 29 août 1926 à Pau (Pyrénées-Atlantiques).
- Georges Saint-Clair (1921-2016), écrivain et prêtre, y est né.
- Mathieu Sans, né en 1980 à Pontacq, est un joueur de rugby à XV évoluant au poste de demi d'ouverture.
- Joseph Souberbielle, né en 1754 à Pontacq et mort en 1846 à Paris, fut le médecin personnel de Robespierre. Il fut juré au Tribunal révolutionnaire pendant la Terreur ;